# Neoseiulus lula
Neoseiulus lula är en spindeldjursart som först beskrevs av Pritchard och Baker 1962.  Neoseiulus lula ingår i släktet Neoseiulus och familjen Phytoseiidae. Inga underarter finns listade i Catalogue of Life.